# RAF Heathfield
RAF Heathfield, parfois connu sous le nom de RAF Ayr/Heathfield en raison de sa proximité avec l'aéroport de Glasgow-Prestwick, qui est également utilisé pour des vols militaires, est une ancienne station de la Royal Air Force.